# 丽塔·布卢道
丽塔·布卢道（德語：Rita Bludau，1942年1月27日—），旧姓施密特（Schmidt）、施密特-克彭（Schmidt-Köppen），德国女子赛艇运动员。她曾代表东德参加瑞士卢塞恩举行的1974年世界赛艇锦标赛，获得女子双人双桨铜牌。